# Francisco João de Azevedo
Francisco João de Azevedo (Parahyba, 1814 — Parahyba, 26 de julho de 1880) foi um padre católico e inventor brasileiro, mais conhecido pela invenção de uma máquina taquigráfica e de um elipsógrafo.

## Biografia

### Infância e juventude
Francisco João de Azevedo, nascido em 1814 na cidade da Parahyba, atual João Pessoa, na Paraíba, era filho de um tipógrafo e topógrafo português de mesmo nome. Desconhece-se o nome da mãe. Sabe-se que ele teve ao menos duas irmãs e um irmão, José Jerônimo de Azevedo Cirne, que se tornou professor de música. Esse irmão era também hábil em mecânica, sendo capaz de “consertar pianos, realejos e, sobretudo, relógios de toda a qualidade”. Órfão de pai ainda menino, João de Azevedo passou a maior parte da mocidade na pobreza; a educação que recebeu teve de ser custeada por amigos do pai falecido. Aos 21 anos, o jovem conseguiu matricular-se no Seminário de Olinda, em Pernambuco e, após três anos de estudos, foi ordenado presbítero secular no dia 18 de dezembro de 1838. Retornou a João Pessoa e aí permaneceu até 1843, quando começou a dedicar-se ao problema da mecanografia, isto é, a escrita mecânica.

### A máquina taquigráfica

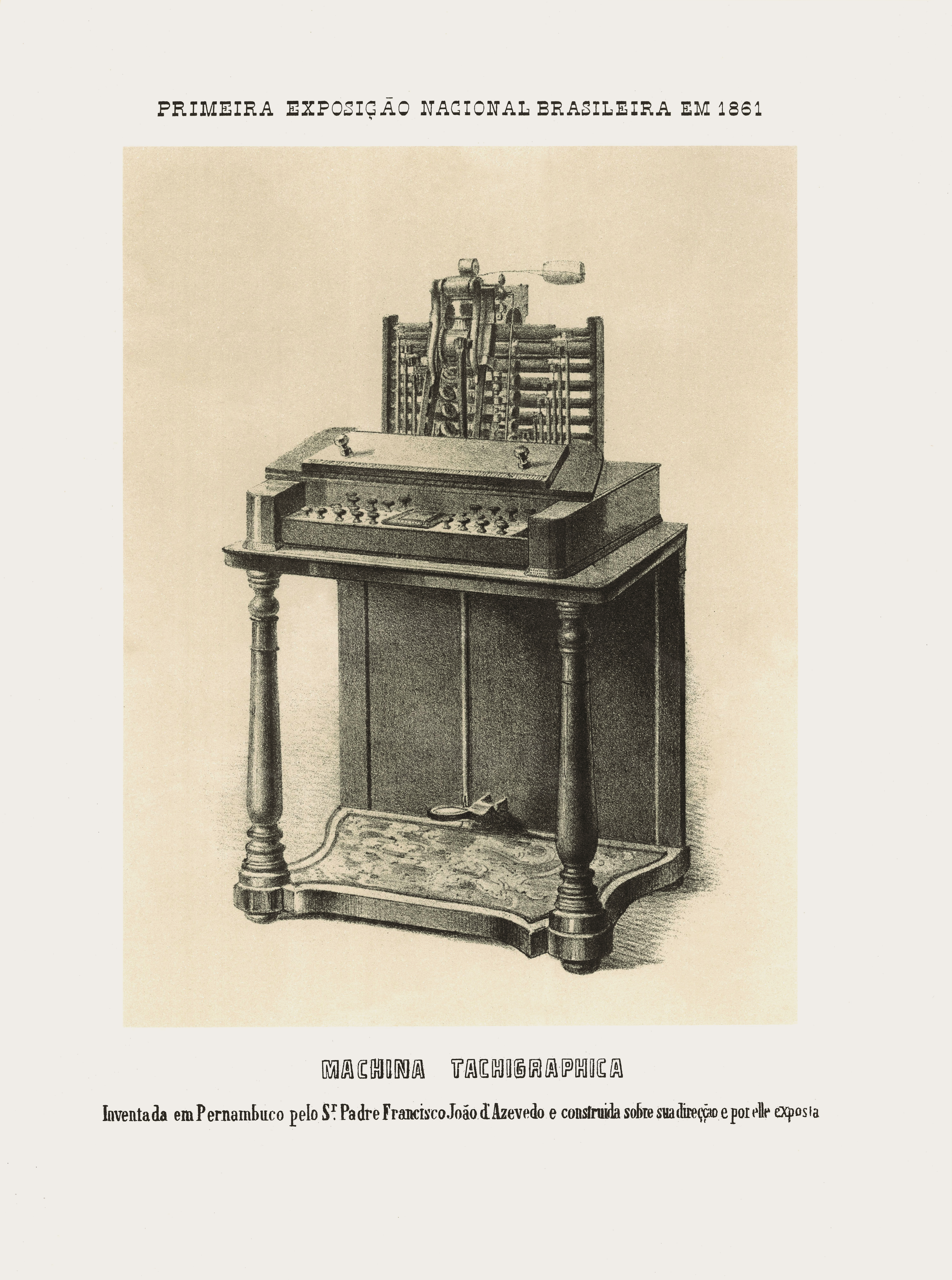
Estampa da máquina taquigráfica inventada pelo padre Francisco João de Azevedo, publicada no livro Recordações da Exposição Nacional (1862)

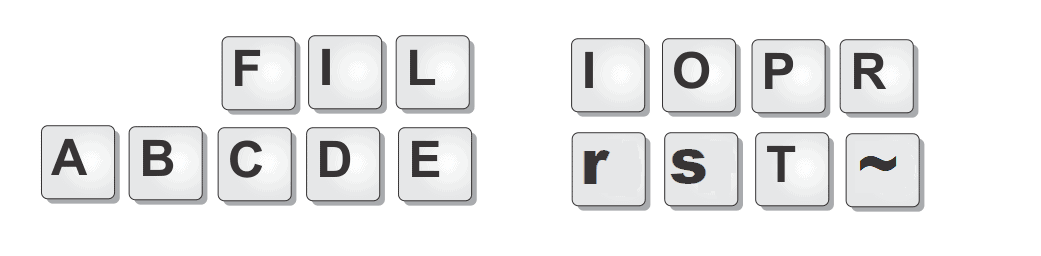
Layout do Teclado

Interessado em criar uma máquina que permitisse registrar um discurso de maneira quase concomitante ao pronunciamento, Francisco João de Azevedo se inspirou no funcionamento dos pianos para desenvolver a invenção:
“Se tocarmos uma só tecla em um piano para produzir um som, é inegável que o podemos fazer ao mesmo tempo que pronunciamos um a ou um b ou mesmo uma sílaba qualquer; e se tocarmos duas, três, quatro teclas, &c., não sucessiva, mas simultaneamente, levaremos o mesmo tempo que gastamos em tocar uma só. Se esse piano constasse somente de dezesseis teclas, teríamos dezesseis sons diferentes; se tomássemos duas a duas, teríamos em combinações binárias pouco mais ou menos 120 acordos; em combinação trinária aumentaríamos esse número, e se continuássemos por combinações quaternárias e seguintes, o número de acordos seria mais que suficiente para exceder o número de sílabas em qualquer idioma.”. 
Em 23 de novembro de 1861 saiu publicado no Jornal de Recife:  
Expositor o Pe FRANCISCO JOÃO D’AZEVEDO No 67 – uma machina para escrever. Foi o mais procurado dos objetos da exposição, e certamente merece pelo engenho com que está organizada. Eis aqui a sua descripção resumidamente: “Representa e tem a configuração de uma espécie de piano pequenino, com um teclado contendo 16 teclas, oito à esquerda e 8 à direita. “Logo que se comprime uma dessas teclas que representam pequenas alavancas, ergue-se na extremidade dela uma delgada hastea que tem na ponta superior uma lettra esculpida em metal igual esculpida em baixo relevo em uma chapa metálica fixa em cima dessas hasteas. “Uma tira de papel da largura de três dedos pouco mais ou menos e de um comprimento indefinido, passando por um movimento contínuo entre estas chapas e as hasteas das letras, é por ella comprimida e recebe a impressão | 
Ao ser finalizada, a máquina, de fato, aparentava um piano e possuía dezesseis teclas: A, B, C, D, E, F, I, L, l, O, P, R, r, s, T, ~. As demais letras do alfabeto e sinais ortográficos obtinham-se por combinações dessas teclas.  Um pedal provocava a mudança da linha no papel. O aparelho, denominado "máquina taquigráfica", foi exposto na Primeira Exposição Nacional, realizada de 2 de dezembro de 1861 a 16 de janeiro de 1862 no Rio de Janeiro. Um repórter do Jornal do Commercio registrou as impressões que teve do aparelho:
“A invenção é, a nosso ver, extremamente engenhosa: mas, como facilmente se depreende, só a prática é que poderá demonstrar a sua eficácia para o fim a que o autor quis atingir, isto é, maior rapidez do que aquela que se tem conseguido alcançar pelos sistemas conhecidos de taquigrafia que os nossos práticos empregam no apanhamento dos debates dos corpos legislativos, dos tribunais judiciários, etc. Infelizmente, porém, nem o próprio autor de tão engenhoso invento possui ainda, segundo ele mesmo confessa, a indispensável destreza para fazê-lo funcionar de modo que não reste dúvida a respeito da sua superioridade em relação aos meios conhecidos para fixar no papel as palavras de um orador à medida que forem sendo pronunciadas: e assim podemos dizer que nos falta ainda o essencial para em tal assunto pronunciarmos um juízo definitivo.”
O ato solene de premiação dos expositores julgados dignos de distinção pelo Júri Geral ocorreu no Paço Imperial em 14 de março de 1862. Pela invenção da máquina de estenografar, Azevedo foi premiado com uma medalha de ouro, entregue pelo próprio imperador d. Pedro II. Dos 1 136 expositores, que exibiam um total de 9 962 objetos, somente nove tiveram tal honraria.

### O elipsógrafo
De 14 a 29 de outubro de 1866, Azevedo participou da Exposição dos Produtos Agrícolas, Industriais e Obras d’Arte em Pernambuco, que teve lugar no Recife. Nesse evento, ele apresentou um elipsógrafo, com o qual ganhou a medalha de prata. Eis a descrição do invento, presente no Relatório apresentado ao governo pela comissão diretora da exposição em Pernambuco em 1866:
Este instrumento compõe-se de duas réguas de metal, colocadas em posição horizontal, tendo as suas extremidades firmadas em pequenas colunas de madeira, fixas a um arco também de madeira. Ainda que horizontais, as réguas estão postas em ângulo reto, e em cada uma há uma corrediça, tendo no centro um pequeno cilindro, vertical móvel sobre o eixo. Na régua superior está fixa uma manivela na parte superior do eixo do seu cilindro, e no eixo inferior deste está fixo uma haste de metal que passa por um anel fixo à parte superior do eixo do cilindro inferior, tendo o mesmo anel uma pequena chave que prende a dita haste em maior ou menor distância do eixo. Na parte inferior do eixo do respectivo cilindro há outra haste que passa por outro anel também com chave, e este por meio de uma terceira chave se prende a uma terceira peça, em que se coloca uma pena – tira-linhas –, lápis ou diamante, seguros por uma quarta chave. Variando a posição dos anéis ou da ponta da pena, depois de ter colocado o instrumento sobre o papel, chapa metálica ou pedra litográfica, e dando volta à manivela, obtêm-se elipses de diversos tamanhos, variando indefinidamente a relação dos seus diâmetros fundada na diferença dos mesmos, a qual se for nula, o instrumento descreverá o ponto e círculos, e retas, se o menor dos diâmetros for igual a zero, o que se obtém fazendo que o ponto da pena fique na linha do eixo do cilindro inferior. Pode-se assim obter elipses concêntricas e em posições simétricas. Este instrumento aplica-se a vários usos em que se trata de obter elipses traçadas com precisão, e o sistema é adaptável à torneação.

### Carro movido a energia eólica e barco movido a energia marítima
No dia 6 de setembro de 1875, Azevedo escreveu uma carta ao Jornal do Recife desabafando a frustração que sentia por não haver conseguido até então industrializar nenhum dos inventos que ideara, e revelava possuir duas outras invenções: um carro movido a energia eólica e um barco movido a energia marítima. Escreveu ele:
“O seu Jornal, e outro depois dele, deu notícia de uma invenção que se fez em Pelotas de um carro, cujo motor não é o a vapor, e nem a força animal. Na mesma ocasião se refere que no Rio de Janeiro, alguém requereu privilégio para fabricar carros semelhantes, parecendo hesitar em decidir a quem deve pertencer a palma de uma invenção idêntica. Sem saber a quem pertencerá a primazia, eu digo que é bem possível que a mesma ideia ocorresse a mais de uma pessoa em tempo e lugar diferentes; porque eu próprio me julgo com direito à paternidade de uma invenção idêntica. Há mais de 20 anos, meditando eu sobre um projeto de estabelecimento de veículos econômicos entre esta cidade e a de Olinda, cheguei ao resultado de inventar carros que se movessem sem o auxílio da tração animal ou do vapor. Naquele tempo cheguei a completar a minha invenção, e a comuniquei a diversas pessoas que podem dar hoje testemunho da veracidade da minha asseveração; como também, que naquele tempo eu trazia em ebulição um projeto para a navegação marítima, servindo de motor o movimento das ondas. O primeiro projeto eu considero problema resolvido; o segundo precisa ainda ser revisto e aperfeiçoado.	 A minha invenção dos carros não me aproveitou, porque me faltam os meios e os jeitos para encarecer e fazer valer os meus descobrimentos. Houve um, em que gastei muito tempo, e algum dinheiro que me tem feito muita falta, o qual foi julgado competentemente coisa proveitosa, e que perdeu-se nos meandros da minha pobreza, e nos da indiferença geral: falo da minha máquina taquigráfica, que mereceu menção honrosa na exposição desta província de 1860, e que, na [de] 1861, no Rio de Janeiro, teve a medalha de ouro, e foi escolhida para figurar na Exposição de Londres, para onde eu não a pude acompanhar, por falta de meios, para explicar o seu sistema praticamente. O mau êxito de todas as minhas invenções fizeram-me desanimar, e guardar na minha gaveta o projeto dos carros. Agora que vejo anunciar-se projetos, senão idênticos, semelhantes, não quero mais guardar silêncio. E já que as minhas descobertas não me são de utilidade alguma, quero que o sejam, ao menos, para o meu país. E assim publicando hoje que o motor dos carros que inventei é o vento, julgo que o faço com direito, e sem prejuízo dos inventores do sul. E acrescento: Os tais carros podem mover-se com a mesma velocidade em todos os sentidos, ainda contra o vento, e podem mesmo ter um movimento circular; e devem ser muito úteis nas paragens em que as brisas são constantes. Agora apareça um empreendedor consciencioso que queira aplicar este sistema a alguma empresa de reconhecida utilidade, e deve contar que eu com todo o desinteresse não farei mistério da minha invenção. Recife, 6 de setembro de 1875. Padre Francisco João de Azevedo.”

### Último invento e morte
No dia 19 de agosto de 1879, achando-se mudo e paralítico do lado direito, Francisco João de Azevedo se retirou para a Paraíba à procura de tratamento. Ele faleceu no dia 26 de julho de 1880, aos 66 anos de idade, sendo sepultado numa catacumba da Irmandade da Santa Casa da Misericórdia no Cemitério da Boa Sentença, no bairro do Varadouro, em João Pessoa (PB). O último invento feito por ele consistiu num modelo de engenho de espremer canas de açúcar, que economizava mais de 50% de energia em relação aos congêneres, e que pretendia patentear. Com a morte dele, o protótipo passou a uma parenta, Raymunda da Costa Leite.

## Obras
- AZEVEDO, Francisco João de. Esclarecimentos sobre a máquina taquigráfica levada à Exposição Nacional pelo seu inventor o Padre Francisco João de Azevedo no ano de 1861. Rio de Janeiro: Tipografia Nacional, 1861.
- AZEVEDO, Francisco João de. Deus e pátria. Recife: Typ. do Jornal do Recife, 1875.